# Poutine
La poutine (AFI /pu'ʦɪn/ en francés quebequés, /pu'tin/ en el resto de la francofonía) es un plato de la gastronomía quebequesa. Está elaborado con patatas fritas, queso en grano fresco —normalmente cheddar muy poco curado— y salsa de carne. Se prepara añadiendo el queso troceado a las patatas fritas recién hechas, recubriendo la mezcla con la salsa de carne caliente, que funde el queso y ablanda las patatas. En ocasiones puede ser acompañado por otros ingredientes
La poutine es una de las bases de la comida rápida quebequense, y es servida en puestos callejeros, restaurantes y en muchos comedores escolares e incluso en cadenas de comida rápida internacionales, como McDonald's, A&W, KFC y Burger King. Es un plato muy calórico, y su contenido en colesterol y grasas trans es elevado, especialmente en restaurantes que reutilizan la grasa de freír. La poutine puede contener carne de cerdo, carne de res, carne de langosta, carne de conejo, caviar o trufas.

## Origen

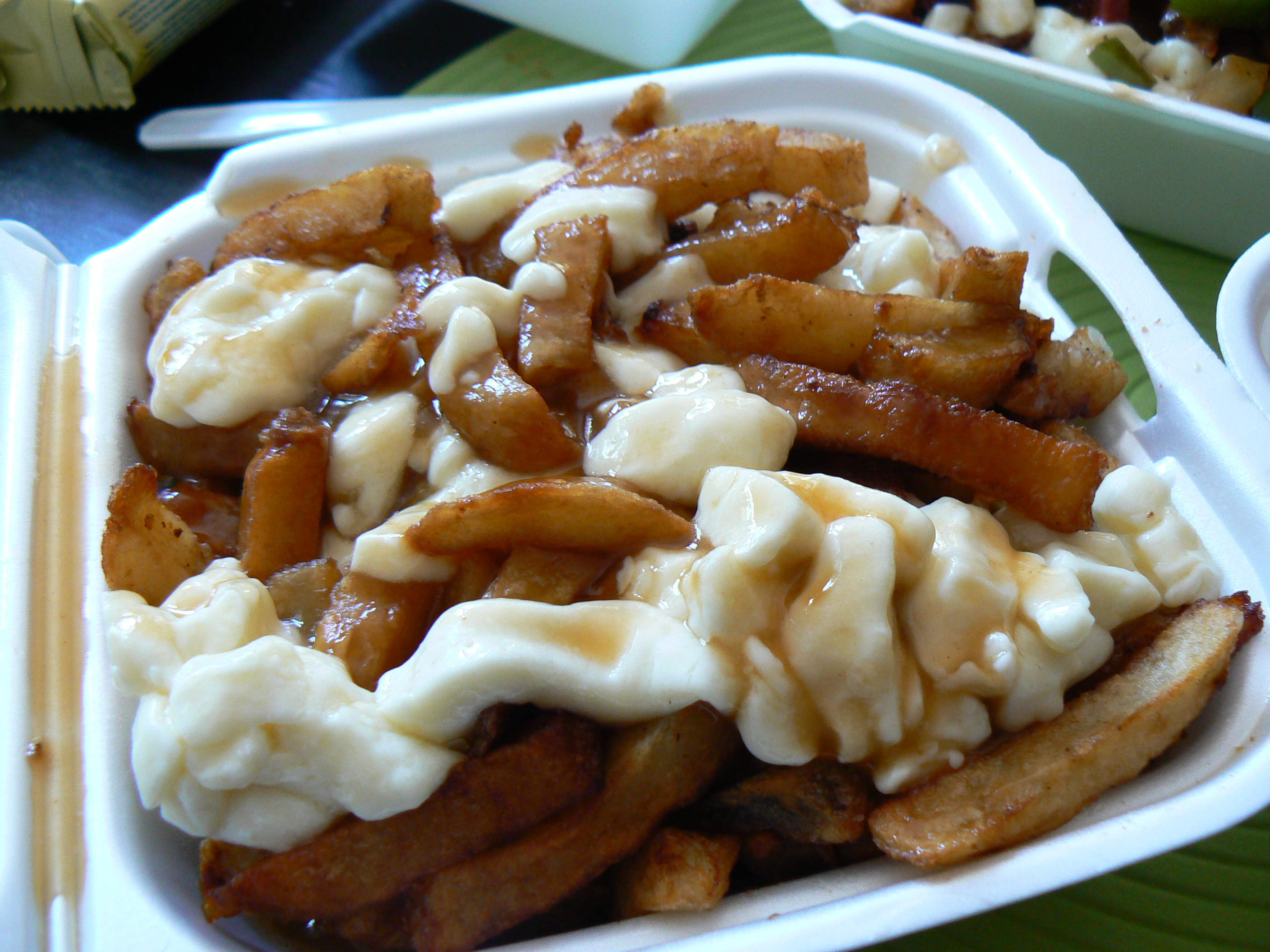
Poutine tradicional.

Como ocurre con muchos platos de origen popular, existen numerosas historias sobre el nacimiento y desarrollo de la poutine, así como sobre el origen de su nombre. Casi todas coinciden en que el plato nació durante los años 1950 en la región lechera del centro de la provincia de Quebec, donde aún hoy existen numerosas queserías que producen el queso cuajado necesario para el plato; varias comunidades rurales de ese sector aseguran haber creado el plato, entre ellas la comunidad de Drummondville, la comunidad de Saint-Jean-sur-Richelieu y la comunidad de Victoriaville.
El origen del nombre del plato es igualmente objeto de controversia. Algunas fuentes consideran que proviene de la palabra pudding, mientras que otras indican que poutine es una palabra del argot regional con el significado de "lío" o "mezcla rara". El nombre poutine ya era utilizado en otras regiones de Quebec  para llamar a los platos basados en la mezcla de patatas con otros productos, generalmente carne.
Una historia muy citada es la de Fernand Lachance, de Warwick, Quebec, quien asegura que la poutine fue inventada por él en Warwick el año 1957; se dice que al inventar el plato exclamó ça va faire une maudite poutine (‘esto será un maldito desastre’), de ahí el nombre poutine; se supone que la salsa fue agregada después para que las papas fritas no se enfriaran tan rápido.

## Etimología
El Dictionnaire historique du français québécois (diccionario histórico del francés de Quebéc) lista 15 diferentes significados para poutine en francés de Quebéc y francés acadiano, muchos de los cuales tienen relación con algún tipo de comida. El significado de poutine como "patatas fritas con queso y salsa de carne" data de 1978. Otros sentidos de la palabra han sido utilizados por lo menos desde 1810.
Mientras el origen exacto de la palabra poutine es incierto, algunos de sus significados tienen una clara influencia de la palabra inglesa pudding (budín); entre esos significados culinarios se encuentra "postre elaborado con harina o migas de pan", "pudding" en este caso sería un sinónimo de poutin. La palabra Poutin también puede ser usada como peyorativo hacia una persona con sobrepeso (sobre todo mujeres); este significado de poutine también se deriva de la palabra pudding.
En otros significados de poutine, la existencia de una relación con la palabra pudding es incierta. Uno de esos significados adicionales — del que deriva el nombre de un plato compuesto de patatas fritas — es "Poco apetitosa mezcla de varias comidas, generalmente de sobras." Este sentido de la palabra puede haber dado origen al significado "asunto complicado, organización complicada; conjunto de operaciones difíciles o problemáticas de manejar".
El Dictionnaire historique menciona la posibilidad de que poutine es simplemente el afrancesamiento de la palabra pudding. De todas formas, se considera más factible que haya sido heredada de lenguas regionales habladas en Francia, y que algunos de los significados resultan de la tardía influencia de palabras que sonaban parecidas a la palabra inglesa pudding. Se citan las formas provenzales poutingo "estofado malo" y poutité "revoltijo" o "puré de frutas o comidas"; poutringo "mezcla de varias cosas" en Languedocien; y poutringue, potringa "estofado malo" en Franche-Comté y posiblemente relacionado con poutine. El significado "patatas fritas con queso y salsa de carne" de poutine está entre los que se consideran relacionados con pudding

## Receta
En la receta básica de poutine, las patatas fritas son cubiertas con queso en grano, y rematadas con salsa de carne u otra salsa. La patatas fritas deben ser de contextura mediana, y fritas de modo que el interior quede suave y el exterior crujiente. La salsa de carne casi siempre es de pollo, ternera, o pavo, especiada con un poco de pimienta, o una salsa española la cual es una reducción de caldo de carne. Rara vez se usa salsa española de cerdo o res. El queso en grano no debe tener más de un día de maduración. Para mantener la textura de las patatas fritas, el queso y la salsa se agregan inmediatamente después de servir el plato. La salsa caliente se agrega sobre el queso frío, así el queso se entibia sin derretirse por completo. Es importante controlar la temperatura, el tiempo y el orden en que se agregan los ingredientes para obtener la textura adecuada, la cual es una parte esencial de la experiencia de comer un poutine. 
Las salsas tradicionales para poutine (mélange à sauce poutine) se venden en Quebec en frascos, latas, o incluso en polvo.

## Variantes
Existen numerosas variantes de la poutine, siendo la más conocida la poutine italiana, que sustituye la salsa de carne por salsa boloñesa, y la poutine mexicana, que sustituye la salsa de carne por carne asada, guacamole, crema agria, y pico de gallo. Otras variaciones incluyen la kamikaze (extra picante), o con agregados como: pollo, carne picada, bacon, salchichas, guisantes y multitud de otros ingredientes. En Chile existe un plato similar a la poutine llamado chorrillana; consta generalmente de papas fritas, cebolla frita, salchichas, pollo, carne de res y huevo frito. En República Dominicana es comúnmente llamado yaroa, pero en vez de salsa de carne tiene cátchup y mayonesa, una lonja grande de queso chedar derretido sobre las papas fritas y puede estar mezclado con plátano maduro y relleno de pollo o carne de res molida. Además, en Perú existe una variante original creada por el camión de comida 'Lima Fries' llamada 'Ají de Gallina', que consiste en un ají o crema espesa de pechuga de gallina deshilachada.